# Ghorawal
Ghorawal är en ort i Indien.   Den ligger i delstaten Uttar Pradesh, i den centrala delen av landet, 700 km sydost om huvudstaden New Delhi. Ghorawal ligger 300 meter över havet och antalet invånare är 7 492.
Terrängen runt Ghorawal är platt.  Runt Ghorawal är det tätbefolkat, med 266 invånare per kvadratkilometer. Det finns inga andra samhällen i närheten. Trakten runt Ghorawal består till största delen av jordbruksmark.